# 甲 (頭足類)

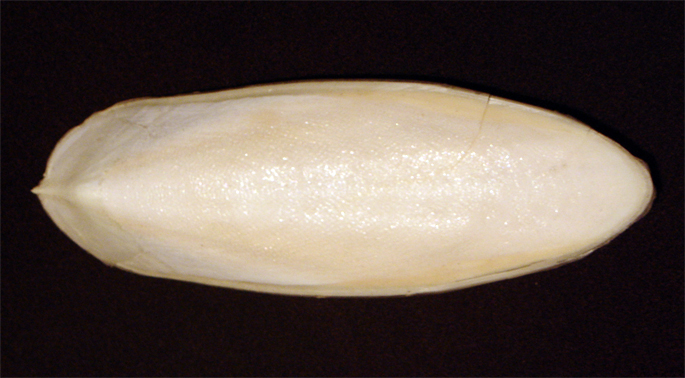
ヨーロッパコウイカ の貝殻（背面）。

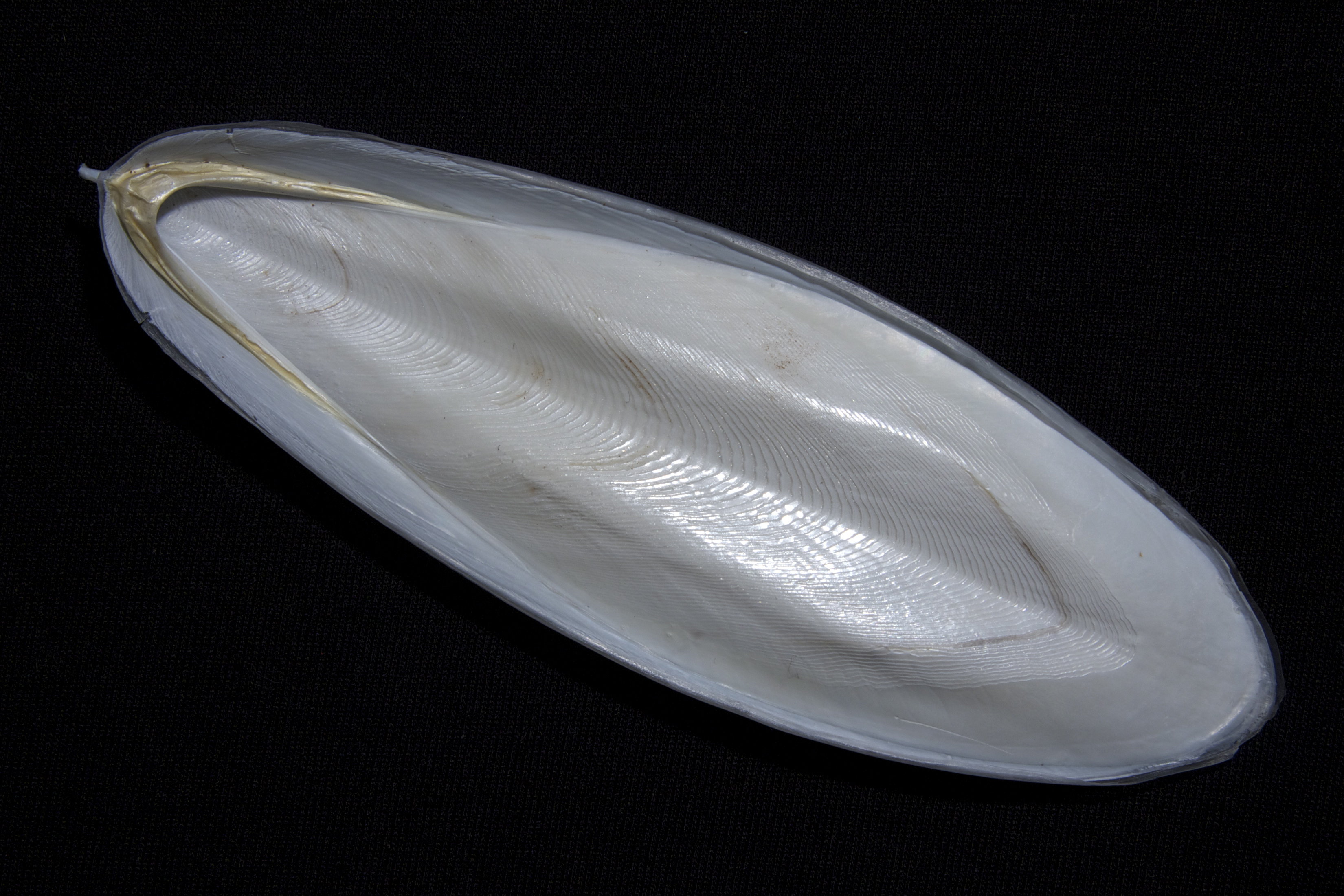
カミナリイカ の貝殻（腹面）。

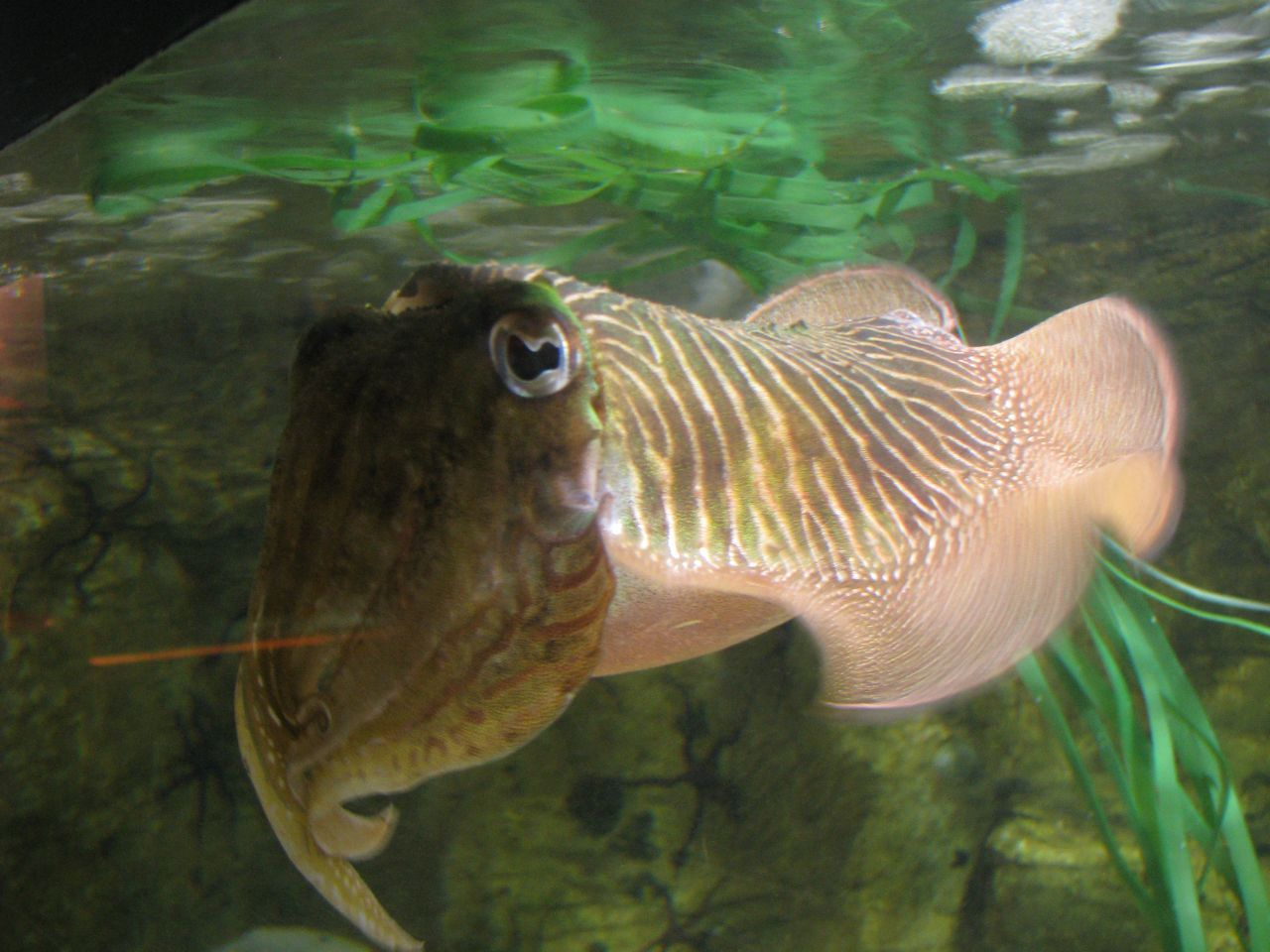
ヨーロッパコウイカ

（イカの）甲（こう、英: sepion, cuttlebone）は、頭足類（とくにコウイカ類）が持つ、外套膜背面の中にある内在性の殻である。貝殻 (shell)とも呼ばれる。動物の餌などでは英語読みのカトルボーン（カットルボーン）とも呼ばれる。
ヤリイカやアオリイカ、スルメイカなどのツツイカ目では殻はさらに退化して石灰質を失い、殻皮質 (コンキオリン、conchiolin)のみとなり軟甲 (gladius)とよばれている。軟甲は俗に「イカの骨」と呼ばれることもある。

## 概要
貝殻の痕跡器官であるため主に炭酸カルシウムから構成されている。もともとの形は巻き貝状、あるいはツノガイ状で、アンモナイトやオウムガイのように内部に規則正しく隔壁が存在し、細かくガスの詰まった部屋に分けられていたと考えられているが、現生種ではトグロコウイカのみがその形状を持ち、他の種はそのような部屋の形を残してはいない。矢石として出土するベレムナイトの化石も、元は貝殻である。
コウイカの場合、それに当たる部分は現在の甲の端っこに当たる部分（写真では向かって左端、尖った部分が巻き部）であり、本体の気体の詰まった小部屋に分かれて、浮力の調節に使われる部分は、新たに浮きとして発達したものと考えられる。顕微的特徴を見ると薄い層が縦の柱状構造により結合している。このようなイカの骨は種によっては200 - 600 mの水深で内部へ破裂してしまう。従ってコウイカの殆どは浅瀬の海底、通常は大陸棚に生息する。

## 構造
最大気孔率93 vol%の多孔質な構造となっている。高い多孔性を持ちながら、高い曲げ剛性、圧縮強さなどの多機能特性を有する自然物である。

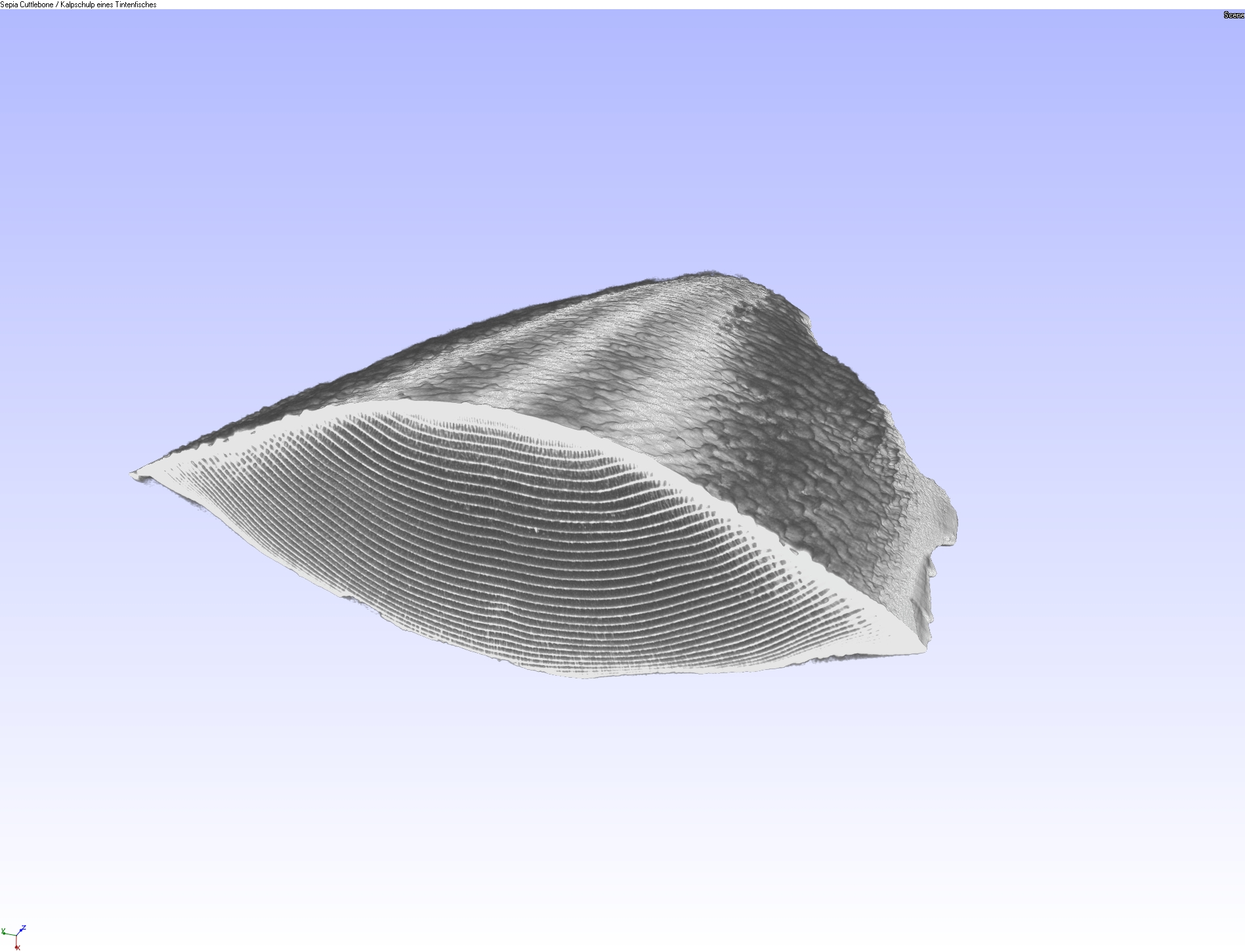
マイクロCTのデータを3Dにしたもの
拡大したもの.
µCT データの断面図

## 起源
現生の鞘形類 Coleoideaの起源はジュラ紀初期のPhragmoteuthidaに置かれると考えられている。ある系統は房錐 (phragmocone)をまだ保持しているうちに8本の腕と2本の触腕の配置を急速に獲得し十腕類になったとみられる。そのうちPlesioteuthisなどのグループは、遅くとも上部ジュラ系までには房錐を失い、例えばアカイカ属 Ommastrephesなどの現生のイカとほぼ見分けがつかない軟甲を発達させた。このグループは現生の開眼類になった。もう一つのグループでは、房錐は甲に特殊化し、現在のコウイカ類につながる。上部ジュラ系から知られている、前甲 (pro-ostracum)の側方の「翼」を保持しているTrachyteuthisの甲が典型的である。コウイカ目では、連室細管から腹側の部分が消失して後端の太い石灰質の棘状となった。

## 用途
その昔、イカの骨は磨き粉の材料となっていた。この磨き粉は歯磨き粉や制酸剤、吸収剤に用いられた。今では飼い鳥やカメ、シマリスなどに与えるカルシウム・ミネラルサプリメントに使われる。
イカの骨は高温に耐え、彫刻が容易であることから、小さな金属細工の鋳型にうってつけであり、速く安価に作品を作成できる。
イカの骨は「烏賊骨」という名で漢方薬としても使われる。内服する場合は煎じるか、砕いて丸剤・散剤とし、制酸剤・止血剤として胃潰瘍などに効用があるとされる。外用する場合は止血剤として、粉末状にしたものを患部に散布するか、海綿に塗って用いる。
西洋でインクのにじみを止めるために紙に振りかけたにじみ止め粉に使用された。